# Al-Wafi
Al-Wafi (en árabe: الوافي) es una colección de hadices recopilada por Mohsen Fayd Kashani. Incluye todas las tradiciones de los Cuatro Libros del Chiismo (Al-Kafi, Man La Yahduruhu Al-Faqih, Al-Istibsar y Tahdib Al-Ahkam).

## El autor
Mohsen Fayd Kashani (1598/1599 - 1679) fue un clérigo chiita imamí de origen persa. Alamé Tabatabaí comentó que “era una personalidad de alto conocimiento cuyos pares en el mundo islámico eran raros en su campo”.

## Estructura
El libro se divide en una introducción, 14 volúmenes y una conclusión, teniendo además cada volumen una introducción y conclusión propia. Estos volúmenes incluyen:
- La razón, la ignorancia y el tawhid.
- Al-Huyya.
- La Fe y la incredulidad.
- Pureza y al-Zayna.
- El salat, el Corán y la dua.
- El azaque, el jums y la herencia.
- El ayuno y el i'tikaf.
- El Hach, la Umrah y la peregrinación.
- Ordenar el bien y prohibir el mal, jurisdicción y los testigos.
- Formas de vivir, trabajos y transacciones.
- Comida, bebida y lujos.
- El matrimonio, el divorcio y el nacimiento.
- La muerte, obligaciones religiosas y testimonios.
- Misceláneo.

## Contenido
En la recopilación de las narraciones, suprimió las repetidas y comentó en los hadices ambiguos en cuanto al vocabulario o al significado.
El hijo de Kashani, Mohammad Alam-al-Hoda, realizó un comentario de al-Wafi.